# Tabernanthe elliptica
Tabernanthe elliptica är en oleanderväxtart som först beskrevs av Otto Stapf, och fick sitt nu gällande namn av A.J.M. Leeuwenberg. Tabernanthe elliptica ingår i släktet Tabernanthe och familjen oleanderväxter. Inga underarter finns listade i Catalogue of Life.